# Trifești (Nagylupsa község)
Trifești falu Romániában, Erdélyben, Fehér megyében. Közigazgatásilag Nagylupsa községhez tartozik.
Szászavinc irányából a DC99-es községi úton közelíthető meg.
Az 1956-os népszámlálás előtt Szászavinc része volt. 1956-ban 84, 1966-ban 87, 1977-ben 54, 1992-ben 19, 2002-ben 9 román lakosa volt.